# Kees Tamboer
Roelof Cornelis (Kees) Tamboer (Amsterdam, 4 oktober 1939 – aldaar, 16 maart 2025) was een Nederlands journalist en auteur.
Hij was zoon van Harmke Harder en notaris Johannes Victor Tamboer. Hij was getrouwd met pianiste Gini Vlieger.

## Leven
Tamboer groeide op aan de Overtoom 247, waar hij eigenlijk zijn hele leven, op het eerste half jaar en 4 jaar tijdens zijn studententijd na, zou doorbrengen. Zijn opleiding bestond uit de De Sarvornin Lohmanschool aan de Eerste Helmersstraat 263-269 (Amsterdam-West) en het gereformeerd gymnasium aan de Keizergracht 418-424 (Amsterdam-Centrum). Hij begon aan een studie theologie aan de Vrije Universiteit Amsterdam om uiteindelijk dominee te worden. In plaats van zich in het geloof te verdiepen, kwam hij tot de slotsom dat dat geloof hem niet langer aanstond (“verzinsel”) en brak hij zijn studie af.
Onder inspiratie van Henk Hofland van het Algemeen Handelsblad begon hij aan een lange carrière als journalist. In eerste instantie bij Het Vrije Volk, vanaf 1971 voor de Haagse Post. In 1977 stapte hij over naar Het Parool. Hij was er redacteur, chef stadsverslaggeverij, chef economie, adjunct-hoofdredacteur en columnist. Hij maakte de krant mee in de overgangsperiode van landelijke krant naar lokale krant; hij was daar overigens voorstander van. Hij volgde daarbij de linkse politiek op de voet en kwam regelmatig in conflict met stads- en landbestuurders van de Partij van de Arbeid. Hij zag met lede ogen aan dat de kloof tussen de gewone mens en politiek steeds groter werd, mede via de door de overheid ingestelde instanties als de Gemeentelijke Sociale Dienst, de Ceres-terminal, de ontwikkeling van IJburg, van de Zuidas en de WAO.
Toch liet hij zich door diezelfde partij ook wel eens inschakelen.
De functie van adjunct-hoofdredacteur vanaf juli 1984 tot midden 1987 onder Wouter Gortzak lag hem niet; hij ging daarin daarom niet verder. Hij wilde weer gaan schrijven.
In 2012 vertrok hij bij de krant om voor zijn zieke vrouw Gini te zorgen. Hij overleed op 85-jarige leeftijd en werd begraven op Begraafplaats Vredenhof, alwaar zijn vrouw al begraven was.

## Wagnergenootschap
Het echtpaar onderhield nauwe banden met de Amsterdamse Wagnervereniging, die verenigingsbijeenkomsten kon organiseren in de door het echtpaar ingerichte concertzaal De Tamboer.
- Digitale Bibliotheek voor de Nederlandse Letteren: tamb001
- International Standard Name Identifier: 0000 0000 3881 8212
- Library of Congress Control Number: n2008046349
- Nationale Bibliotheek van Israël: 987007594672905171
- Nederlandse Thesaurus van Auteursnamen: 06789187X
- Virtual International Authority File: 187966243